# 一條大路通羅馬
《一條大路通羅馬》（義大利語：Sacro GRA）是一部2013年詹弗兰科·罗西执导的意大利纪录片，本片赢得第70届威尼斯电影节金狮奖，这是金狮奖首次颁给纪录片。

## 剧情
纪录羅馬環狀高速公路——A90高速公路两旁居民饱受噪音影响的日常起居及生活点滴，其中有渔夫、意大利贵族、妓女、流浪汉、工人、医护人员和植物学家。

## 制作
據導演羅西指出，拍攝這部電影的靈感來自於伊塔罗·卡尔维诺的《看不见的城市》。此片費時兩年多拍攝，之後又花了八個月剪輯。

## 评价
评审团主席贝纳多·贝托鲁奇认为：片中的人物质朴纯洁，故事和细节动人，应该让更多人知道。它够「新」，并且应该鼓励纪录片此一將消失的电影片种。《好莱坞报道者》：“一部新颖的纪录片，对于生活在罗马环形道周围人们的生活做出了幽默、充满人性化的描绘”。HeyUGuys网站：“一部杰出和温柔的电影。罗西在他的主人公，那些流浪汉、妓女、贵族和工人身上找到了浓厚的诗意和人性魅力。”

## 獎項
| 主辦單位         | 獎項   | 受獎者                      | 結果 |
| ---------------- | ------ | --------------------------- | ---- |
| 第70屆威尼斯影展 | 金獅獎 | 《一條大路通羅馬》 · 義大利 | 獲獎 |